# 北満の落花 大和桜
『北満の落花 大和桜』（ほくまんのらっかやまとざくら）は1932年に日本で制作されたサイレント映画。東活映画社製作。

## スタッフ
- 監督 : 井出錦之助
- 製作 : 安部辰五郎、若木剛
- 脚本 : 東活文芸部
- 原作 : 東活文芸部
- 撮影 : 本田戒一郎、古泉前男

## キャスト
- 南光明
- 東郷久義
- 大井正夫
- 岡田静江
- 川島奈美子
- 石川秀道